# Balarama

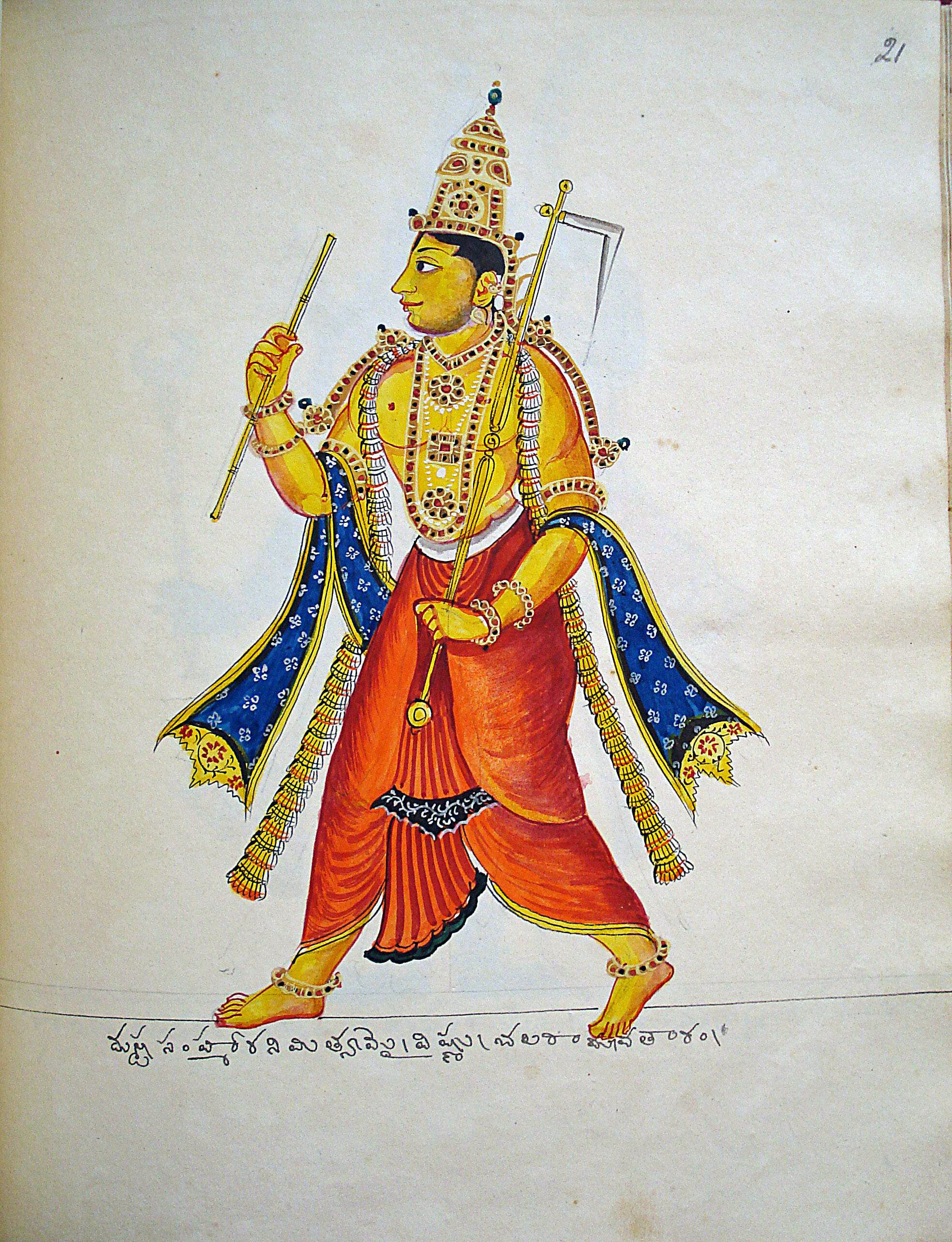
Balarama, de oudere broer van Krishna, met zijn hala (ploeg), schildering uit Andhra Pradesh, 1830

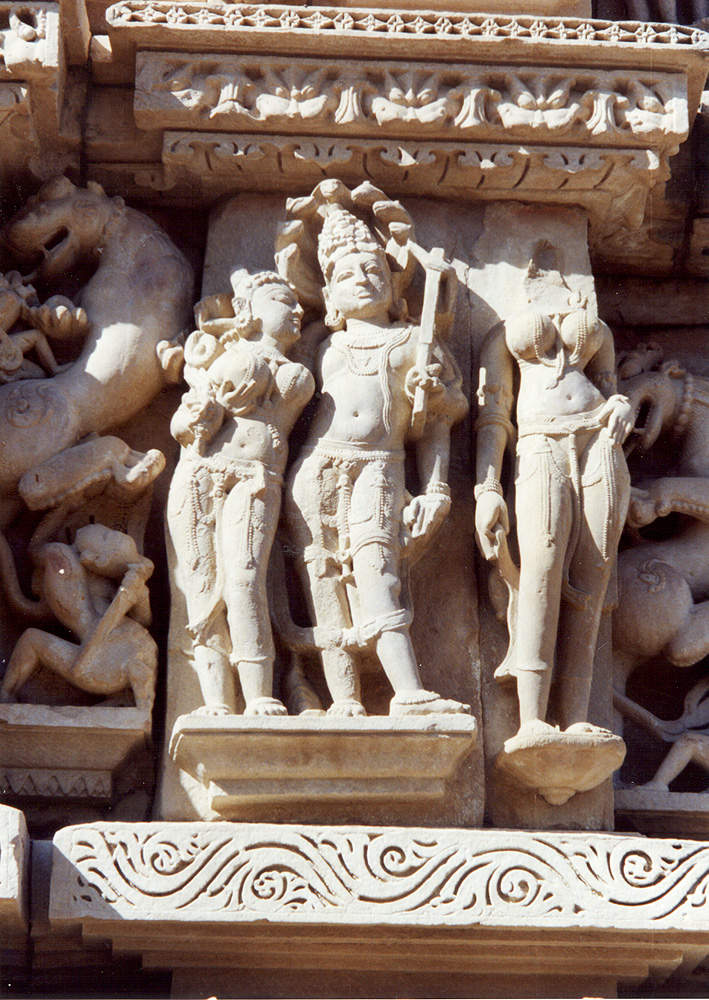
Balarama met een ploeg in zijn linkerhand in de Parsvnatha Jaina tempel in Khajuraho

Balarama ('Sterke Rama', Baladeva) is de oudere broer van Krishna (Vishnoe) in het hindoeïsme. Hij is een god van landbouw en kracht en de beschermer en ondersteuner van Dharma (wet). Volgens veel teksten is Balarama een avatara (belichaming) van Sesha Ananta, de veelkoppige slang waar Vishnoe op rust. Revati is zijn echtgenote, bij wie hij de zonen Nisstha en Ulmuka heeft. Andere namen van Balarama zijn: Balabhadra, Haladhara, Halayudha en Sankarshana (die weggevoerd is).
Balarama is net als zijn jongere broer Krishna de zoon van de Yadava prins Vasudeva en Devaki, die woonden in Mathura, de hoofdstad van het koninkrijk Surasena. De boze koning van Mathura Kamsa, de broer van Devaki, was voorspeld, dat hij om het leven zou komen door Devaki's achtste kind. Daarom liet hij Devaki en haar man Vasudeva, de koning van de Jadava's, gevangenzetten en hun kinderen ombrengen. Het zevende kind, Balarama, werd echter al als embryo overgeplaatst naar de baarmoeder van een andere vrouw van Vasudeva, Rohini. Het achtste kind, Krishna, werd door Vasudeva verwisseld met dochter Yogmaya (Durga) van Yashoda. Zowel Balarama als Krishna groeiden als gopa's (koeherders) op bij Yashoda en Nandi, Vasudeva's broer. Balarama en Krishna wisten de vijanden te verslaan, die Kamsa had gestuurd om hen te doden. Balarama en Krishna studeerden bij de wijze Sandipani in Ujjain. Daarna trouwde Balarama met Revati. Krishna overwon Kamsa en plaatste Ugrasena, Devaki's vader, weer op de troon van Mathura.
Balarama leerde zowel aan Duryodhana van de Kaurava's als aan diens neef Bhima van de Pandava's de kunst van het vechten met een gada (knuppel). In de strijd, die later uitbarstte en verteld wordt in de Mahabharata, bleef Balarama neutraal. Uiteindelijk doodde Bhima de onsterfelijke Duryodhana met een slag van zijn gada op zijn dijen. Dit was niet volgens de regels van de krijgskunst, maar Bhima had gezworen zijn vijand op deze manier te doden, toen die Draupadi had vernederd. Draupadi was de gezamenlijke vrouw van de vijf Pandava's. Door deze voorgeschiedenis aan Balarama uit te leggen, kon Krishna voorkomen, dat Balarama Bhima doodde. 
Toen Balarama stierf zou er een witte slang (Sesha Ananta) uit zijn mond zijn gekropen, die zich weer naar zee begaf. De Somnath tempel in Gujarat is op de plek opgericht waar Balarama stierf.

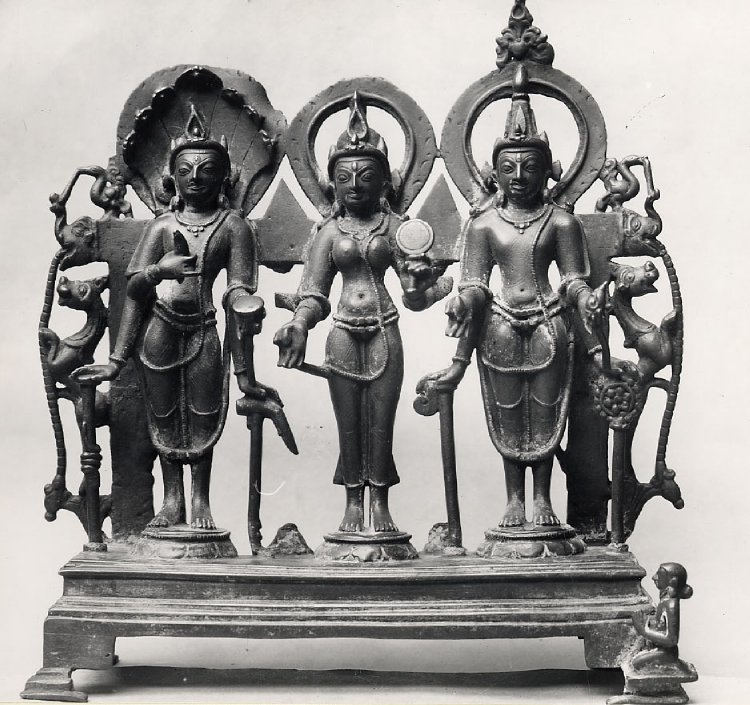
Balarama, Lakshmi en Krishna, 11e eeuw

## Kenmerken
Balarama heeft in tegenstelling tot zijn jongere broer Krishna (de Donkere) een lichte huid en is vaak in blauwe kleding afgebeeld. Balachita heet de hala (ploeg), die hij draagt. Hij draagt ook een gada (knuppel) en een waterpot. Vaak heeft hij een veelkoppige naga (slang) achter zijn hoofd, wat naar zijn avatara van Sesha Ananta verwijst. Balarama draagt oorringen, armbanden en een krans van woudbloemen.
In de Jagannath traditie wordt Balarama vaak afgebeeld naast Krishna (Jagannath, Vasudeva) en diens vrouw Lakshmi (Shubadra).
Volgens de Jaina's waren Balarama en Krishna de neven van Neminatha (Aristanemi), de tweeëntwintigste Tirthankara. Neminatha schonk zijn kennis aan Krishna, die het op zijn beurt, in de Bhagavad Gita (lied van de Heer) beschreven, aan de pandava Arjuna meedeelde.

## Galerij

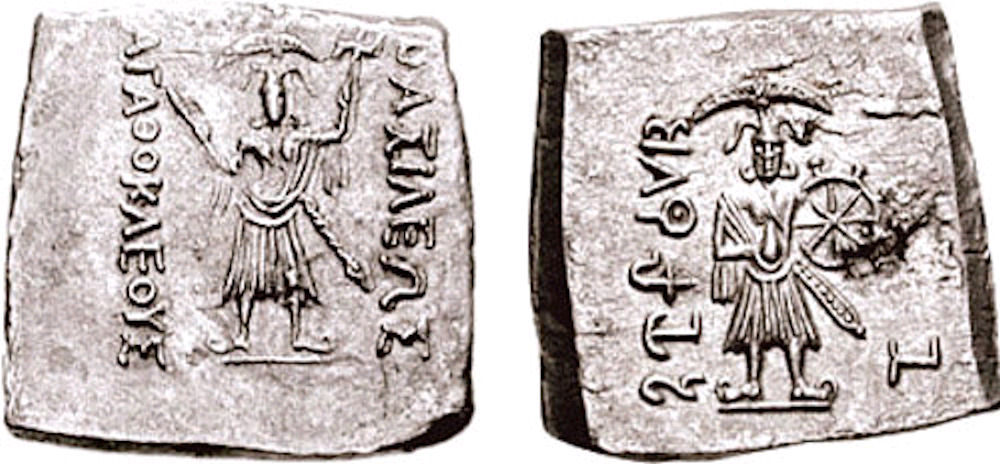
Munt van de Bactrische koning Agathokles, met links op de bovenkant Balarama en rechts Krishna, 190-180 v.Chr.
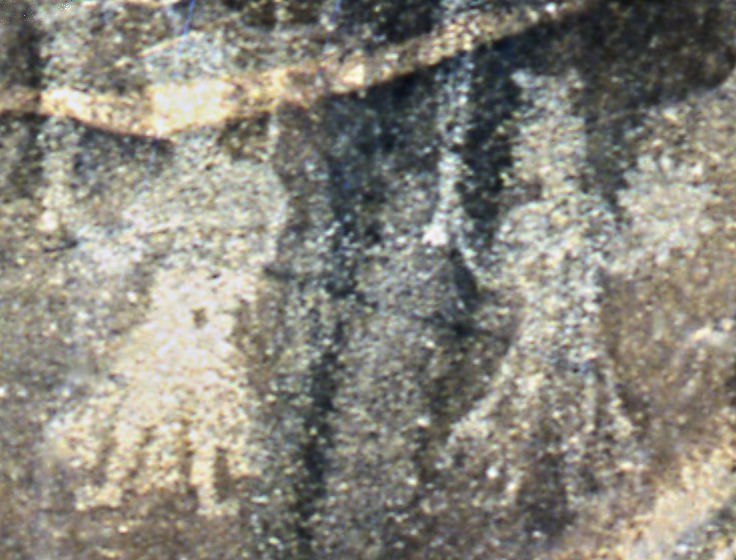
(Bala)rama en Krishna met hun attributen in Chilas (NW-Pakistan). Volgens de Kharoshthi inscriptie in de buurt: Rama [kri]ṣa, 1e eeuw.
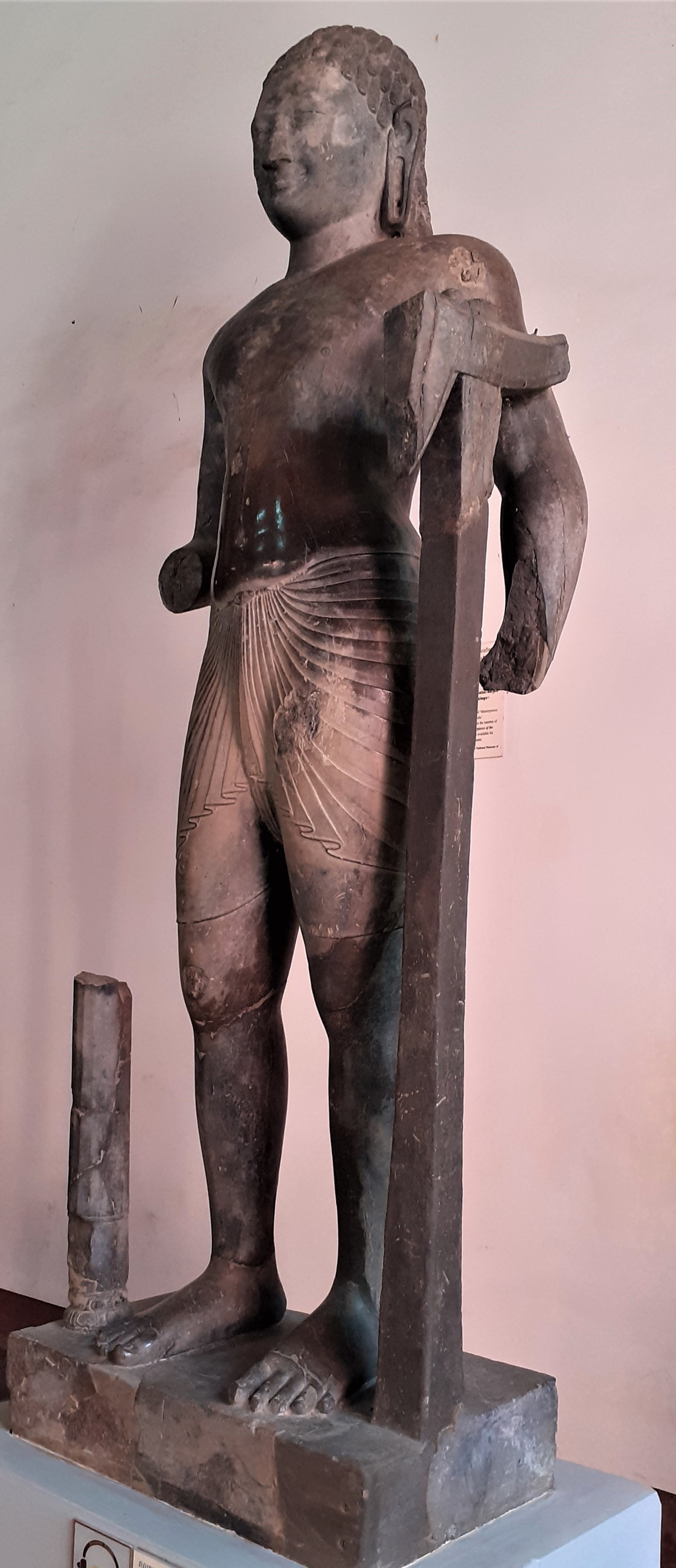
6e-eeuwse Balarama met een ploeg in zijn linkerhand, uit Phnom Da, Angkor Borei, Takeo, Cambodja, Nationaal Museum van Cambodja.
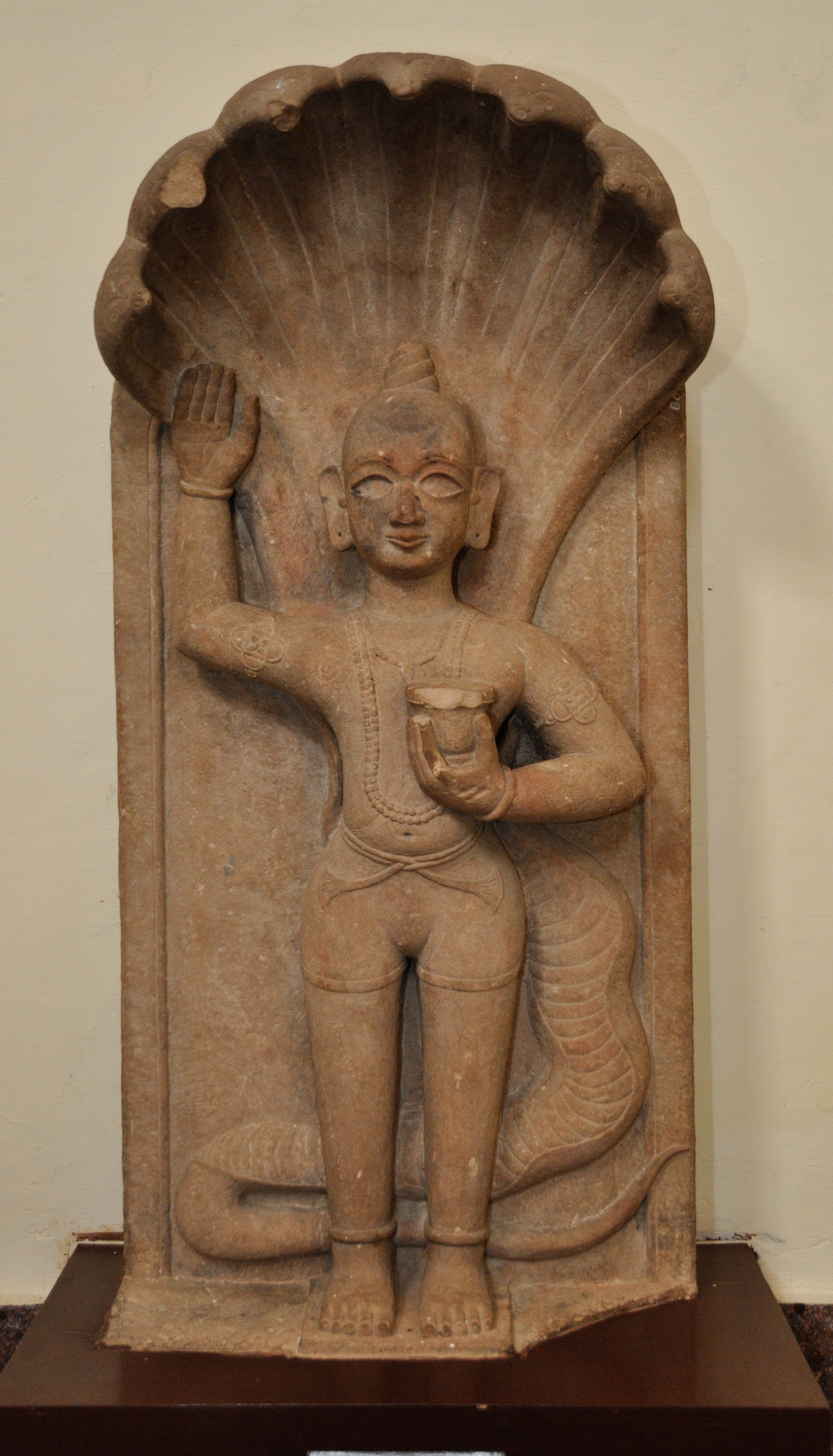
Balarama, 18e eeuw, Mathura